# Johan Finnström
Carl Johan Christian Finnström, född 27 mars 1976 i Östra Broby, är en svensk före detta ishockeyspelare (back) och tränare. Finnström spelade i Rögle BK fram till 1997 då han gick till Luleå HF och spelade där fram till och med säsongen 2002/03 då han avslutade spelarkarriären på grund av en skadad axel. Finnström blev då assisterande tränare i Jonstorps Tigers i Division 1.
Finnström draftades av Calgary Flames i NHL-draften 1994 men spelade aldrig i NHL.
Han var assisterande tränare för Rögles A-lag 2007/2008 och har efter det blivit spelaragent.